# Shedeh

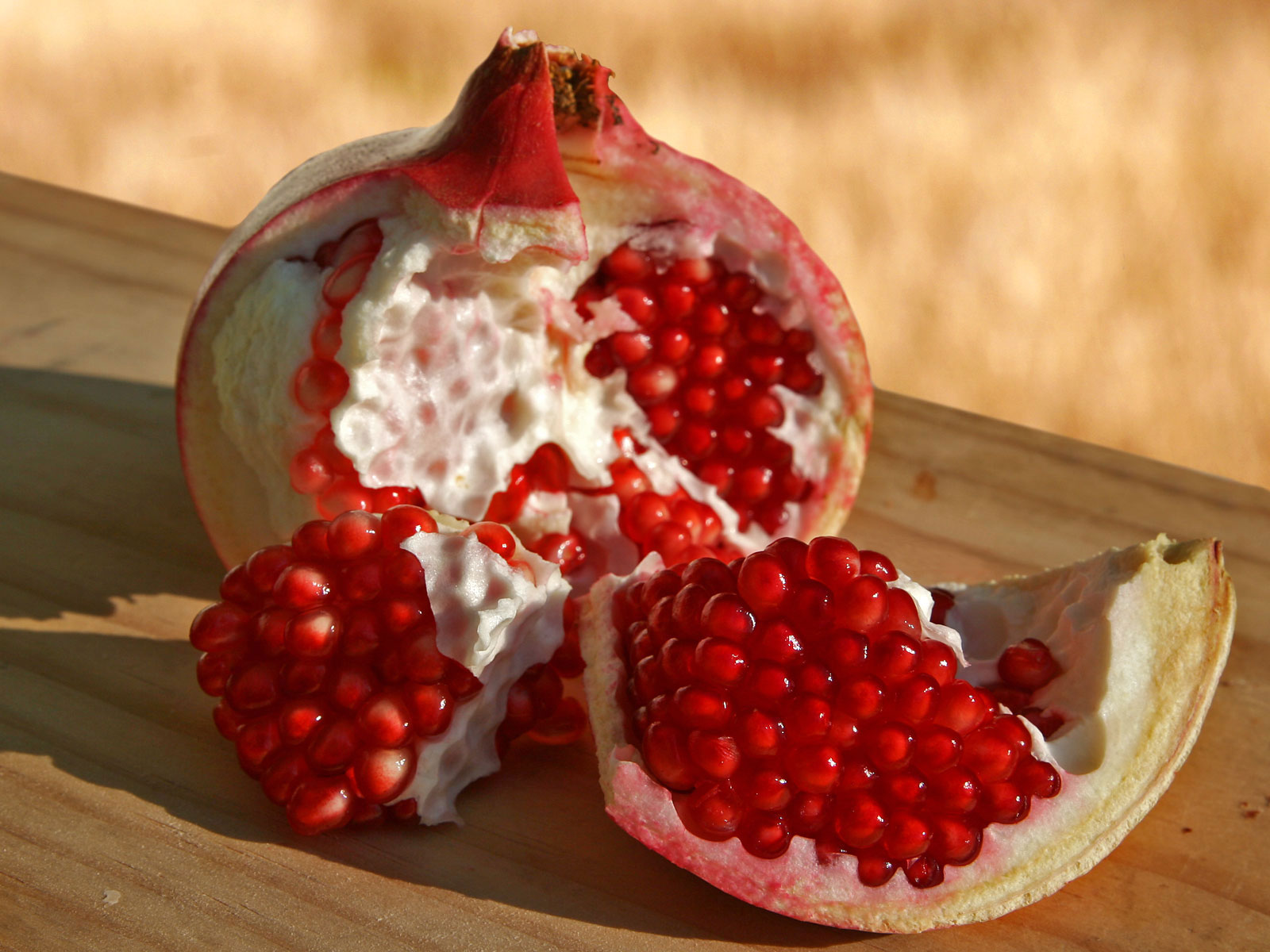
Una granada, fruto del granado (Punica granatum).

El Shedeh era una bebida muy apreciada en el Antiguo Egipto que se elaboraba de manera similar al vino y probablemente utilizando zumo de granadas (Punica granatum). 

## Historia
Algunas referencias documentadas del antiguo Egipto muestran que la bebida denominada Shedeh era un regalo del dios sol Ra a sus hijos. Y es muy posible que se sirviera en las mejores y más elegantes copas o recipientes. No sólo se desconoce su verdadera composición sino que también el origen etimológico del nombre que aparece a finales de la Dinastía XVIII (entre los años 1550 y 1295 a. C). Los especialistas la denominan "vino de granadas" o una especie de proto-vino.

## Posibles usos
Debido a la transliteración de algunos textos se puede saber que era utilizado tanto como ofrenda religiosa como para el rito de embalsamamiento.

## Investigaciones recientes
Investigaciones realizadas en 2006 muestran que podría haberse elaborado igualmente con uvas. No han quedado evidencias claras de los usos de esta bebida y algunas fuentes escolásticas muestran cómo se hacía con la pulpa de la granada mientras que otras mencionan la uva como uno de sus ingredientes. Investigaciones realizadas sobre el contenido de una ánfora (código: 'JE 62315' del Museo Egipcio de El Cairo) de la tumba de Tutankamon muestran evidencias del empleo de uva tinta en su elaboración (presencia de ácido siríngico). No obstante el origen botánico de esta bebida sigue siendo incierto ya que no se conserva ninguna referencia a la materia prima de la que se extraía. Se sabe que esta bebida está emparentada con el vino debido a que se escribe de forma diferente.